# الهادي البياري
الهادي البياري، اسمه الكامل محمد الهادي البياري، ولد يوم 9 نوفمبر 1955 في أريانة، لاعب كرة قدم تونسي.
هو حتى الآن اللاعب الوحيد الذي فاز بلقب أفضل هداف في الدوري التونسي ثلاث مرات. هو أيضا أفضل هداف في تاريخ النادي الإفريقي، 110 أهداف في البطولة و17 في الكأس.

## حياته

### بداياته
البياري أصيب منذ طفولته بتأثير أخاه الأكبر الحطاب، لاعب كرة قدم أصبح معجبه. في سن 13، وقع على أول إجازة كلاعب في المدارس في جمعية أريانة وبدأ تعليما جديدا على يدي إسكندر مدلجي وصلاح غيزة. صحبة طارق ذياب وفيما بعد عبد القادر الركباوي وخالد بن يحيى، الشاب البياري شغل أيامه بمباريات في الحي في السوق القديم بأريانة. مثل طارق ذياب وتوفيق بلغيث انتقلوا إلى فرق كبرى، وصل في موسم 1972-1973 إلى النادي الإفريقي وبدأ في ثقافة رياضية أخرى: الفريق فاز بالثنائية في نهاية الموسم الافتتاحي.

### خيبة أمل
منذ انتهاء مرحلة النضج، قام عامر حيزم بمنحه أول فرصة في مقابلة الكأس أمام نادي حمام الأنف(5-0) وأصبح ورقة رابحة موفرا لمسته واندفاع الشباب. في المهدية، سجل أول هدف مانحا فريقه الفوز (2-1).لكن، كان عليه الاكتفاء بالمرتبة الثانية خلف الترجي الرياضي التونسي الذي كان أكثر ثباتا ومسلحا أكثر رغم أفضلية النادي الإفريقي في مقابلات الدربي. لكن، البياري لم يشارك في أول دربي كبير، يوم 16 نوفمبر 1975. وفي النهاية فاز النادي الإفريقي مرة أخرى بفضل حسن بعيو. السيناريو المماثل عاد في مباراة الإياب لكنهم لم يقدروا على منع الترجي الرياضي التونسي من المحافظة على اللقب. نهائي الكأس مثل فرصة استثنائية لكن البياري لم يشارك في كلا النسختين. عامر حيزم مدرب المنتخب الوطني الأولمبي قام بإشراكه في مقابلة صعبة أمام ليبيا في تصفيات الألعاب الأولمبية 1980 يوم 13 أفريل 1979 في طرابلس (3-0)

### نهاية المسيرة
البياري لم يحصل على المسيرة الدولية التي كان يطمح لها. في الفريق الوطني، كانت الأفراح عديدة قبل أن يواجه موقفا غير سار. شارك في تصفيات كان 1982 أمام السنغال لكنه لم يكن حاضرا في النهائيات. يوم 10 أفريل 1983، حقق ثلاثية أمام رواندا في تصفيات كان 1984، وبذلك أصبح ثالث لاعب يحقق هذا الإنجاز بعد محي الدين هبيطة ومحمد علي عقيد. لكن هذا لم يمنع إقصاء تونس من قبل مصر في الدور الموالي. ألعاب البحر الأبيض المتوسط1983 أقبلت ولكنها جاءت بالكآبة، البياري أتهم بالتراخي، مع ثلاثة لاعبين آخرين، التراخي سبب الإقصاء النهائي. لم يلعب بعدها في المنتخب الوطني وتوقف العداد في 30 مقابلة و8 أهداف. لم يبق للبياري إذن سوى النادي الإفريقي. بداية من موسم 1987-1988، مشاركاته أصبحت متقطعة، شارك في آخر مباراة له بألوان الأحمر والأيض في نصف النهائي أمام الشبيبة الرياضية القيروانية في 1989 ثم إنظم إلى نادي السويق العماني قبل أن يودع الكرة نهائيا.

## الفرق
- 1969-1972: جمعية أريانة ( تونس)
- 1973-1987: النادي الإفريقي ( تونس)
- 1987-1989: نادي السويق ( عُمان)
- 1989 : النادي الإفريقي ( تونس)

## أهدافه

### الفرق
- 1975-1976 : 7 أهداف في البطولة
- 1976-1977 : 12 هدف في البطولة، 1 هدف في الكأس
- 1977-1978 : 10 أهداف في البطولة
- 1978-1979 : 8 أهداف في البطولة
- 1979-1980 : 14 هدف في البطولة (أفضل هداف)، 5 أهداف في الكأس
- 1980-1981 : 10 أهداف في البطولة، 1 هدف في الكأس
- 1981-1982 : 3 أهداف في البطولة، 1 هدف في الكأس
- 1982-1983 : 17 هدف في البطولة (أفضل هداف)، 3 أهداف في الكأس
- 1983-1984 : 12 هدف في البطولة (أفضل هداف)، 1 هدف في الكأس
- 1984-1985 : 6 أهداف في البطولة، 3 أهداف في الكأس
- 1985-1986 : 8 أهداف في البطولة، 1 هدف في الكأس
- 1986-1987 : 3 أهداف في البطولة، 1 هدف في الكأس

### المنتخب الوطني
- 9 أهداف بين 28 أوت 1979 و17 أفريل 1983: 2 ضد السنغال ورواندا، هدف ضد مالطا والجزائر وكوت ديفوار والمغرب والغابون.